# Synemosyna invemar
Synemosyna invemar là một loài nhện trong họ Salticidae.
Loài này thuộc chi Synemosyna. Synemosyna invemar được Cutler & Müller miêu tả năm 1991.